# Markgrevskapet Baden
Markgrevskapet Baden var ett territorium i tysk-romerska riket.
Badens område erövrades under första århundradet e.Kr. av romarna. Landet delades ut till romerska veteraner och galliska nybyggare, så kallade decumates. År 234 e.Kr. började alemannerna kränka landets gränser, och år 282 var det helt och hållet  erövrat av dem. Genom slaget vid Zülpich år 496, tillföll Baden frankerna. Efter det karolingiska rikets delning vid Karl den stores död och under hans svaga arvtagare de tysk-romerska kejsarna växte en mängd små furstendömen fram i Baden, och från en av dessas dynastier härstammar familjen som senare blev storhertigar över landet. Stamfa0r till dynastin anses Berthold, hertig av Zähringen, vara. Dennes sonson Hermann II (död 1130) var den förste, som kallade sig markgreve av Baden. Under hela medeltiden fortsatte landet att oupphörligt delas mellan olika grenar av ätten, under det att området ansenligt förökades genom köp, ingifte och krig.
År 1503 hade ättens besittningar blivit förenade under markgreve Kristoffer I, men denne delade dem åter vid sin död (1515) mellan sina söner, som blev stamfäder för grenarna Baden-Baden och Baden-Durlach, av vilka den förra hade södra, den senare norra delen av Baden. I Baden-Baden infördes reformationen av markgreve Bernhard (död 1537), men protestantismen förbjöds av hans sonson Filips förmyndare, hertigen av Bayern. Efter Filips död (1588) tillföll landet hans kusin Edvard (en son till Bernhards yngre son Kristofer och Gustaf Vasas dotter Cecilia Vasa), men då denne, som övergått till katolicismen, föga bekymrade sig om regeringen, lämnade kejsar Rudolf II landets förvaltning åt hertigarna av Bayern och Lothringen, vilket föranledde en långvarig tvist med Baden-Durlach.
År 1771 utdog den baden-badensiska dynastin, och landet förenades med Baden-Durlach. Reformationen infördes i detta land av markgreve Ernst (död 1553). Av de följande regenterna kan nämnas: Georg Fredrik (1604–22), vilken lämnade regeringen åt sin son för att tåga ut i trettioåriga kriget såsom protestantisk fältherre; dennes sonson Fredrik VI (1659–77), som var gift med Karl X Gustafs syster, Kristina Magdalena; och dennes sonson, Karl Wilhelm (1709–38), som byggde Karlsruhe. Den sistnämnde efterträddes av sin sonson Karl Fredrik, som 1771 förenade de badensiska länderna samt under Napoleon I:s överhöghet betydligt utvidgade sitt område. Han blev 1803 kurfurste och 1806 storhertig såsom lön för sin anslutning till Rhenförbundet.